# نیمه‌شب در فروشگاه اسباب‌بازی
نیمه شب در یک فروشگاه اسباب بازی (به انگلیسی: Midnight in a Toy Shop) یک کارتون از مجموعه انیمیشنهای سمفونی احمقانه در سال ۱۹۳۰ است که توسط ویلفرد جکسون ساخته شده و توسط شرکت والت دیزنی تولید شده‌است.